# 天主教埃代阿教區
天主教埃代阿教區（拉丁語：Dioecesis Edeana）是喀麥隆一個羅馬天主教教區，屬杜阿拉總教區。
教區成立於1993年3月22日，包括海岸區東部兩省。2006年有教友145,815人（佔轄區總人口57.0%）、三十個堂區、三十八名司鐸。現任教區主教為若望-鮑思高·恩特普。

## 歷任主教
1. 西滿-維克托‧托尼耶‧巴科特（1993年3月22日－2003年10月18日）
2. 若望-鮑思高‧恩特普（2004年10月15日－）